# Karl Maria Hettlage
Karl Maria Hettlage, né le 28 novembre 1902 à Essen et décédé le 3 septembre 1995 à Bonn, est un juriste, homme politique et militaire allemand. Pendant la Seconde Guerre mondiale, il a le grade d'Hauptsturmführer dans la SS et est collaborateur d'Albert Speer. Après la Seconde Guerre mondiale, il a notamment exercé les fonctions de secrétaire d'État au Ministère fédéral des finances de 1959 à 1962 et membre de la Haute Autorité de la Communauté européenne du charbon et de l'acier de 1962 à 1967.

## Biographie

### Jeunesse
Karl Maria Hettlage est scolarisé à Eschweiler, commune dont son père, Carl Hettlage, est le maire entre 1911 et 1920. Il étudie ensuite le droit aux universités de Cologne et de Münster. À Münster, il est membre de l'organisation d'étudiants catholiques VKDSt Saxonia Münster. De 1922 à 1925, il est également membre du Westfälischen Treubund de Hubert Naendrup, association issue de l'organisation Escherich, un groupement d'extrême-droite interdit. En 1925, il adhère au Zentrum, un parti démocrate-chrétien. Il obtient son doctorat en droit en 1925 et commence à travailler au Ministère des affaires étrangères. En 1929, il épouse Margarete Brenke avec qui il aura quatre enfants. En 1930, il entre dans l'administration de la ville de Cologne en tant qu'assesseur.
En 1930, il obtient son habilitation à l'Université de Cologne avec un travail sur le thème de la péréquation financière comme problème constitutionnel. Il est ensuite chargé de cours, puis gestionnaire à l'organisation des communes allemandes. En 1931, il devient adjoint au département des finances de cette organisation.
En 1932 et 1933, il siège comme député du Zentrum au parlement de Prusse.

### Période de national-socialisme
Le 26 juin 1933, Karl Maria Hettlage est l'un des membres fondateurs de l'Académie du droit allemand, une organisation nationale-socialiste. De 1934 à 1938, il est trésorier municipal de Berlin, une fonction qu'il a déjà exercé auparavant de manière intérimaire. En 1936, il est nommé professeur extraordinaire de droit administratif à la Haute École de politique. Au début de l'année 1939, il quitte ses fonctions de trésorier municipal en raison de leur incompatibilité avec celles de membre du comité de la Commerzbank.
Le 1er avril 1940, il prend des fonctions importantes auprès d'Albert Speer, inspecteur général des constructions de la capitale du Reich. Dès le mois d'octobre, il y dirige la division Administration et Économie, l'une des trois divisions de l'Inspectorat. C'est sous sa responsabilité qu'est créé le fichier des appartements locatifs de Berlin habités par des Juifs. Ce fichier a été utilisé dans un premier temps pour identifier des gens à déloger afin de pouvoir reloger d'autres personnes qui avaient dû quitter leurs logements afin de libérer des terrains pour la création de Germania, la nouvelle capitale du Reich planifiée par Speer. Ce fichier sera également utilisé ultérieurement par la Gestapo pour établir les listes de personnes à déporter.
Il dirige également l'Office de l'économie et des finances du Ministère pour l'armement et la production de guerre. À ce titre, il ordonne le 24 septembre 1943 la création de Mittelwerk une usine souterraine d'armement employant des détenus d'un camp de concentration. Il siège au conseil de cette entreprise jusqu'en 1945.
Karl Maria Hettlage n'a jamais été membre du NSDAP, mais a appartenu à la SS de 1936 à 1942, d'abord en tant que Untersturmführer puis, dès septembre 1938, de Hauptsturmführer. Il dira lors des procédures de dénazification avoir reçu ces grades uniquement à titre honorifique.
À l'issue de la Seconde guerre mondiale, il est interné au château de Kransberg avec Albert Speer.

### Après-guerre
Dès 1949, Karl Maria Hettlage assume différentes charges d'enseignement dans le domaine du droit et des finances et sièges dans plusieurs conseils de surveillance d'entreprises. En 1951, il est nommé professeur ordinaire de droit public à l'Université de Mayence. Dès 1956, il est le doyen de la Faculté de droit et d'économie de cette université.
En 1958, il est nommé directeur du département du budget du Ministère fédéral des finances, succédant à Friedrich Karl Vialon. Du 18 mars 1959 à 1962, il succède à Alfred Hartmann au poste de secrétaire d'État auprès du Ministre des finances.
De 1962 à 1967, il siège à la Haute Autorité de la Communauté européenne du charbon et de l'acier (CECA). Il en est exclu lors de la fusion des trois communautés - CECA, Euratom et Communauté économique européenne - et la création de la nouvelle Commission européenne. Il est alors à nouveau secrétaire d'État auprès du Ministre allemand des finances, et ce jusqu'en 1969.
De 1965 à 1976, il préside l'Ifo Institut für Wirtschaftsforschung de l'Université de Munich. Il appartient également au conseil scientifique du Ministère des finances, préside l'administration fiduciaire de l'accord financier germano-néerlandais et siège dans d'autres conseils d'entreprises et de fondations.

## Distinctions
- Insigne d'or de l'Ordre du mérite autrichien (1962).
- Croix de grand commandeur de l'Ordre du mérite de la République fédérale d'Allemagne (1967).

## Sources
- (de) Cet article est partiellement ou en totalité issu de l’article de Wikipédia en allemand intitulé « Karl Maria Hettlage » (voir la liste des auteurs).